# Justin Raines
Justin Raines (El Paso (Texas), 1979) is een Amerikaans componist en tubaïst.

## Levensloop
Raines groeide op in Texas en bezocht de High School in Santa Teresa (New Mexico), waar hij tuba in het harmonieorkest van de High School speelde. Hij studeerde muziektheorie en compositie aan de Staatsuniversiteit van New Mexico in Las Cruces en behaalde aldaar zijn Bachelor of Music. Tegenwoordig doet hij zijn Master-studie bij Jorge Grossmann en Virgo Baley aan de Universiteit van Nevada (UNLV) in Las Vegas.
Hij kreeg al verschillende compositieopdrachten van kunstenaars en instellingen. Zo werkte hij samen met de schrijver Mark Medoff bij de creatie van zijn eerste filmmuziek in een project aan het "Creative Media Institute" van de staatsuniversiteit van New Mexico in Las Cruces. Het Japanse harmonieorkest Tad Wind Symphony uit Tokio heeft zijn Dreams of Flight - Ouverture recent op cd opgenomen. Voor de publicatie van zijn werken richtte hij een eigen muziekuitgeverij op.

## Composities

### Werken voor orkest
- Dreams of Flight - Overture, voor orkest

### Werken voor harmonieorkest
- 2009 Dreams of Flight - Overture
- 2009 The Contention of Horus and Set
- A Little House in Amityville
- Down the Horseshoe
- Fanfare
- Killer Klown March
- Peregrination
- Star Spangled Banner

### Muziektheater

#### Balletten
| Voltooid in | titel         | aktes       | première                                     | libretto    | choreografie |
| ----------- | ------------- | ----------- | -------------------------------------------- | ----------- | ------------ |
|             | Breaking Away |             | Fort Worth, Texas Christian University (TCU) | Debra Knapp | Debra Knapp  |
|             | Emergence     | 5 taferelen |                                              | Dan Tapper  |              |

#### Musicals
| Voltooid in | Titel                                                           | Uitvoeringen | Première      | Libretto      | Verdere liedteksten | Choreografie |
| ----------- | --------------------------------------------------------------- | ------------ | ------------- | ------------- | ------------------- | ------------ |
| 2008        | We Are Enron (samen met: Christine Sanders en Bradford Hodgson) |              | februari 2008 | Mark Medoff   |                     |              |
|             | A Walk in the Desert                                            |              |               | Ruth Cantrell | Ruth Cantrell       |              |

### Werken voor koren
- 2009 Hodie Chistus natus est, voor gemengd koor en koperkwintet
- 2009 In dulci jubilo, voor gemengd koor en koperkwintet
- 2009 Oh Come, Emmanuel, voor gemengd koor en koperkwintet
- Fantasy on God Rest, voor gemengd koor
- The Raven, voor gemengd koor en hobo - tekst: Edgar Allan Poe

### Kamermuziek
- 2003 Some High Notes, a Few Low Notes, and One Too Many Trumpets, voor trompetensemble (gecomponeerd voor de "International Trumpet Guide" (ITG) Conference 2003 in Fort Worth)
- 2004 Trumpet Soup, voor trompetensemble (gecomponeerd voor de "International Trumpet Guide" (ITG) Conference 2004 in Denver)
- 2007 Haunted America Suite, voor tuba, hoorn en piano
- Chocolate Dream, voor blaasensemble
- Chocolate Dream, voor strijkkwartet en blaaskwintet

### Filmmuziek
- 100 MPG